# USHL 1946/47
Die Saison 1946/47 war die zweite reguläre Saison der United States Hockey League (USHL). Meister wurden die Kansas City Pla-Mors.

## Teamänderungen
Folgende Änderungen wurden vor Beginn der Saison vorgenommen:
- Die Houston Skippers wurden als Expansionsteam in die Liga aufgenommen.

## Modus
In der Regulären Saison absolvierten die acht Mannschaften jeweils 60 Spiele, wobei die Meisterschaft in zwei Divisions (North und South) aufgeteilt wurde. Anschließend wurde der Meister in Playoffs ausgespielt. Für einen Sieg erhielt jede Mannschaft zwei Punkte, bei einem Unentschieden einen Punkt und bei einer Niederlage null Punkte.

## Reguläre Saison

### North Division
Abkürzungen: GP = Spiele, W = Siege, L = Niederlagen, T = Unentschieden, GF = Erzielte Tore, GA = Gegentore, Pts = Punkte
|                      | GP | W  | L  | T  | GF  | GA  | Pts |
| -------------------- | -- | -- | -- | -- | --- | --- | --- |
| Omaha Knights        | 60 | 29 | 16 | 15 | 225 | 181 | 73  |
| Kansas City Pla-Mors | 60 | 29 | 20 | 11 | 264 | 197 | 69  |
| Minneapolis Millers  | 60 | 28 | 22 | 10 | 214 | 197 | 66  |
| St. Paul Saints      | 60 | 27 | 27 | 6  | 216 | 234 | 60  |

### South Division
Abkürzungen: GP = Spiele, W = Siege, L = Niederlagen, T = Unentschieden, GF = Erzielte Tore, GA = Gegentore, Pts = Punkte
|                    | GP | W  | L  | T  | GF  | GA  | Pts |
| ------------------ | -- | -- | -- | -- | --- | --- | --- |
| Dallas Texans      | 60 | 27 | 18 | 15 | 232 | 218 | 69  |
| Fort Worth Rangers | 60 | 22 | 27 | 11 | 195 | 214 | 55  |
| Tulsa Oilers       | 60 | 17 | 31 | 12 | 203 | 259 | 46  |
| Houston Skippers   | 60 | 14 | 32 | 14 | 210 | 259 | 42  |